# Monumento a la encajera de Arbós
El Monumento a la encajera de Arbós es un monumento protegido como bien cultural de interés local (BCIL).
La obra escultórica está situada en la entrada de la villa de Arbós (en catalán y oficialmente l'Arboç) en el municipio del Bajo Panadés y provincia de Tarragona. Fue inaugurado el 11 de diciembre de 2005. Esta escultura es un homenaje a la arraigada y conocida artesanía local del encaje de bolillos y al colectivo de encajeras de toda Cataluña, y es obra del pintor y escultor catalán Joan Tuset i Suau. Es la escultura pública más importante de Arbós y al mismo tiempo, uno de sus monumentos más emblemáticos.

## Descripción
El monumento consta de un gran pedestal rectangular de cemento sobre el que reposa la escultura de la encajera, levantado sobre un escalón y situado en medio de una gran rotonda ajardinada. La obra fundida en bronce con la técnica de la cera perdida, representa la figura de una mujer joven y fuerte, sentada haciendo encaje de bolillos. El escultor ha elegido una forma no habitual de colocar el cojín de hacer encaje, que está apoyado sobre un madroño, que es el símbolo y emblema del escudo de Arbós.
Como podemos observar, la encajera de l'Arboç está construida para ser contemplada, principalmente, de perfil. Es en esta posición que podemos apreciar más detalles. El cojín, es largo, típico de la encajera catalana.También podemos apreciar la abundante cantidad de bolillos; por lo tanto deducimos que la joven tiene una cierta experiencia.
La actitud y el acabado de la obra son intencionadamente realistas, con gran atención a la fisonomía, cabellos, detalle de las manos, los bolillos de hacer encaje y los pliegues de la ropa. La manera de vestir y el recogido del pelo simbolizan mucha modernidad, pues el escultor tenía como objetivo reflejar una encajera actual. Hecho simbólico que nos hace pensar en la necesidad, del todo lograda, de equiparar una tradición tan antigua como esta y la contemporaneidad.
Ejecutando una mirada rápida sobre el monumento podemos apreciar la resolución plástica y estilística, que evidencian a simple vista que nos encontramos ante una magnífica escultura que es el resultado final de la conjugación del arte y de un gran artista.
La estatua mide 2 metros de altura y el conjunto escultórico un total de 4 metros de altura. En la parte frontal y posterior del pedestal, bajo el escudo de Arbós se puede leer en catalán y con letras de bronce, (L'Arboç a la puntaire).

## Inauguración
El monumento fue inaugurado con presencia de cientos de encajeras el 11 de diciembre de 2005 durante los actos de la feria de Santa Lucía, por el entonces consejero de Comercio y Turismo de la Generalidad de Cataluña, Josep Huguet.

## Ubicación
El monumento está situado en el centro de una de las rotondas ajardinadas de la N-340 en dirección a (Tarragona) que da acceso a la localidad de Arbós.

## Galería de imágenes

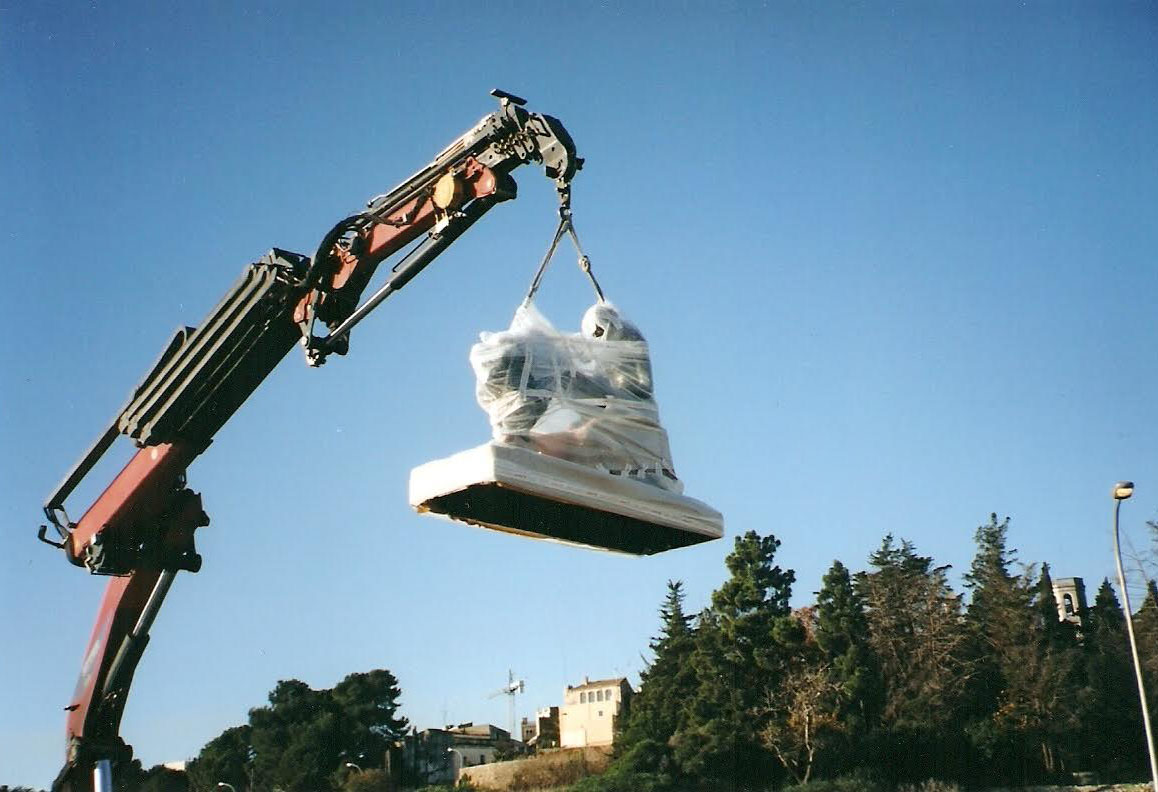
Colocación del Monumento sobre el pedestal en diciembre de 2005
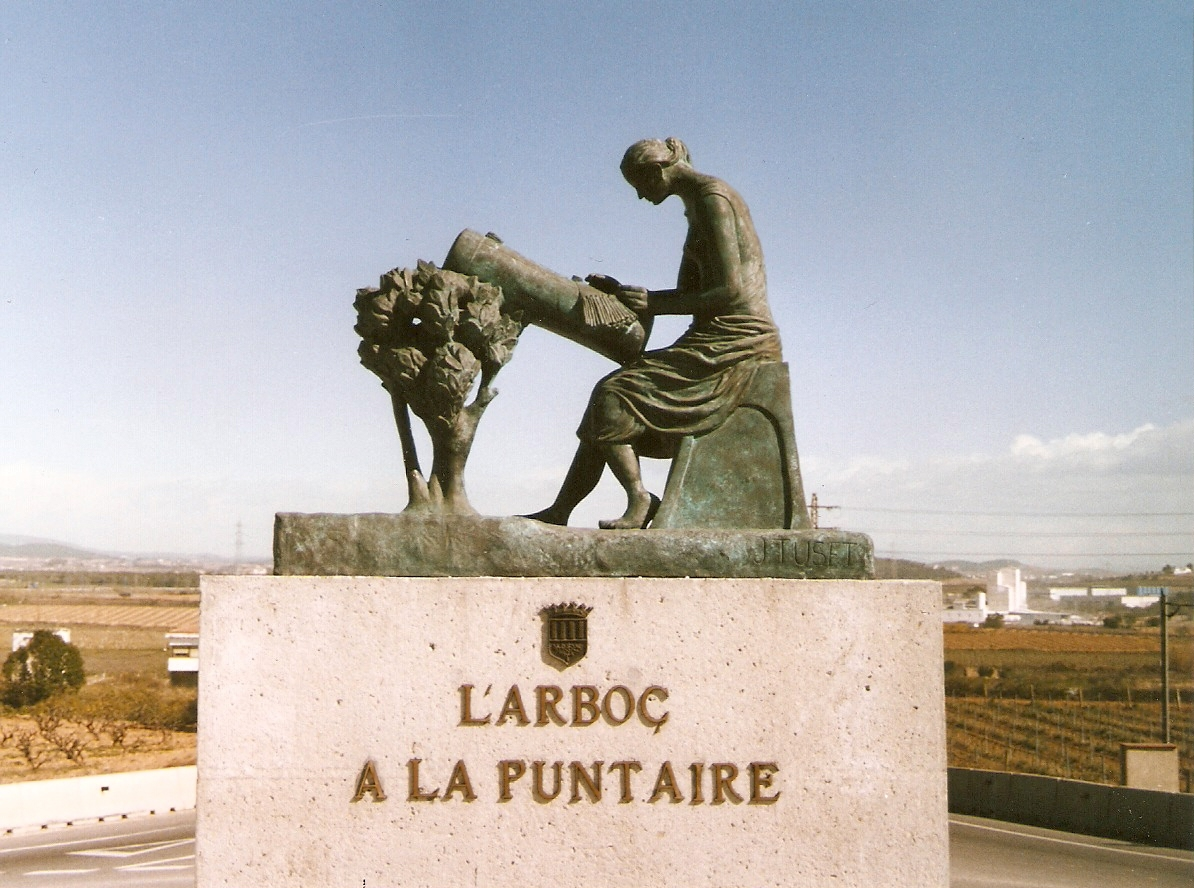
Vista frontal del Monumento.
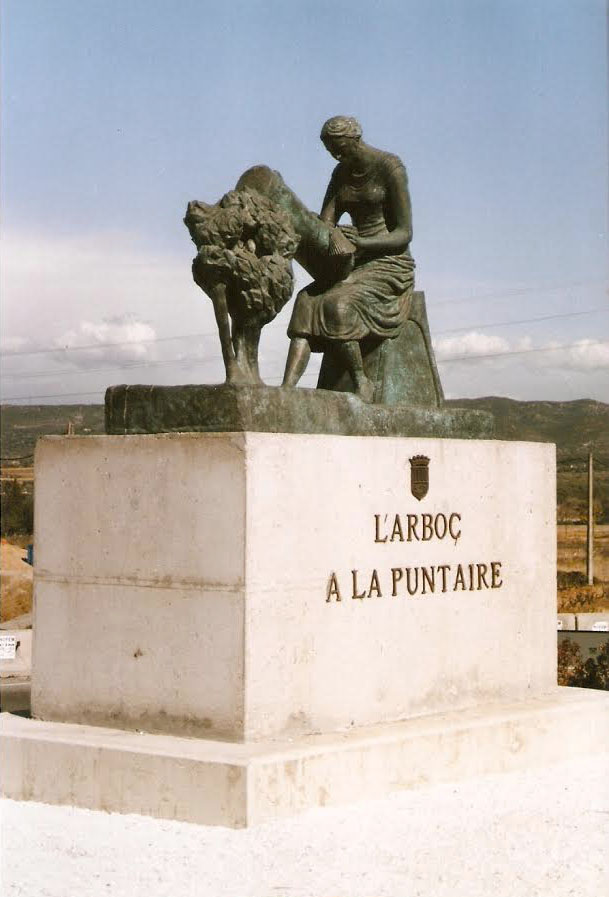
Vista lateral del Monumento.
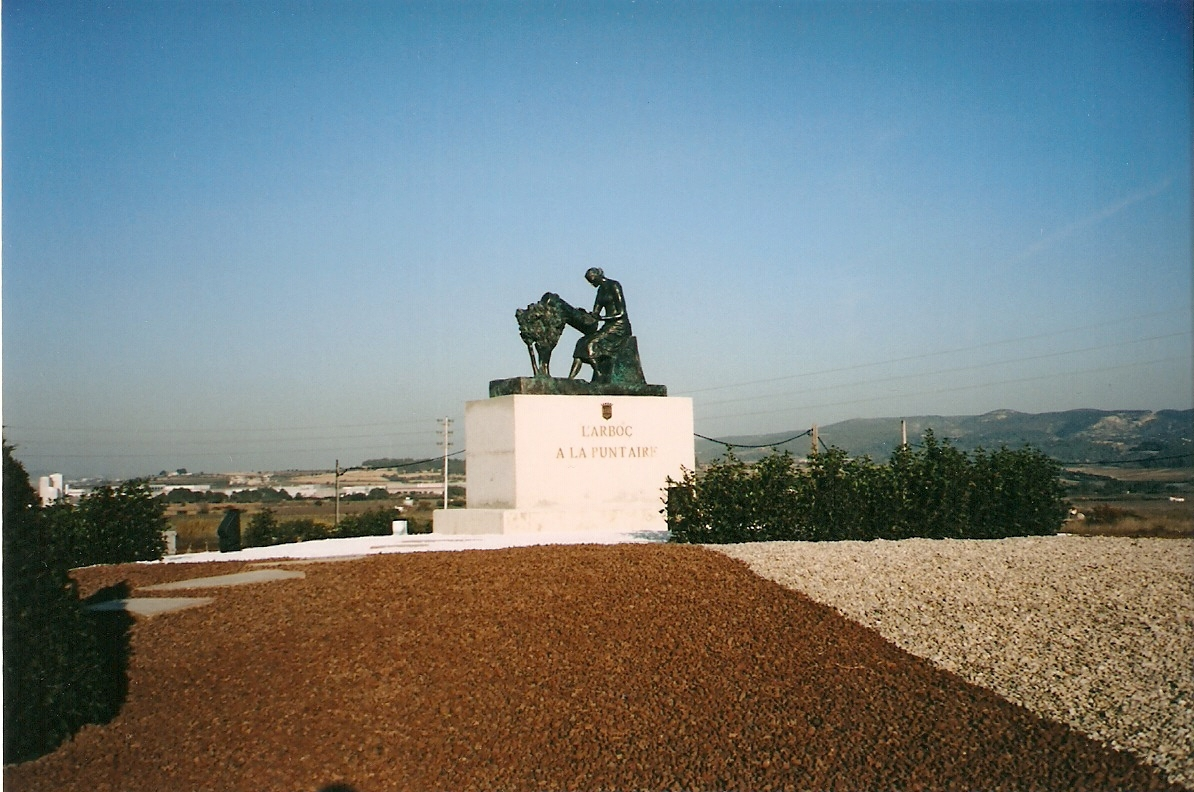
Vista del Monumento dentro de la rotonda.
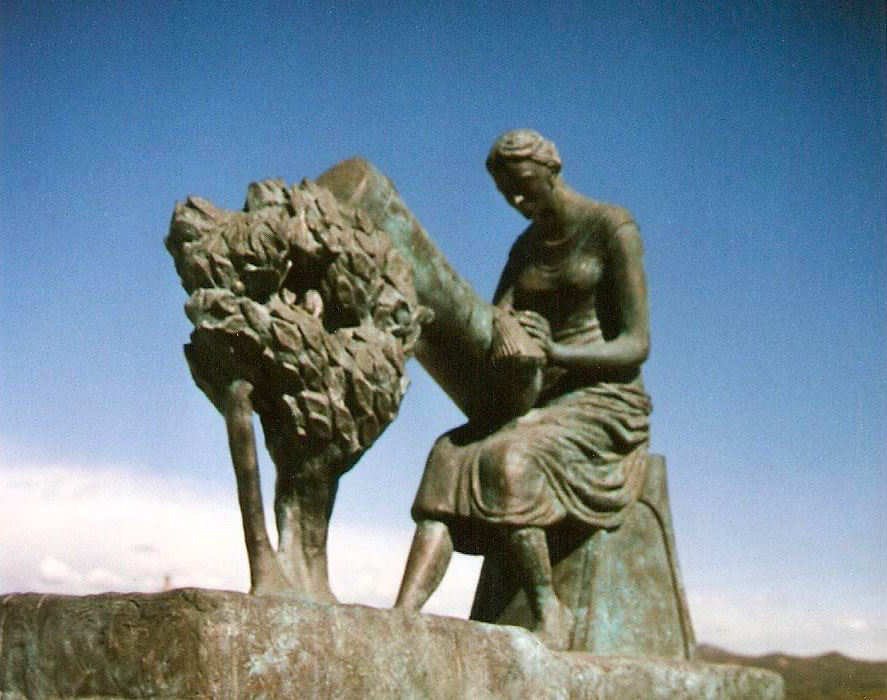
Detalle de la escultura.
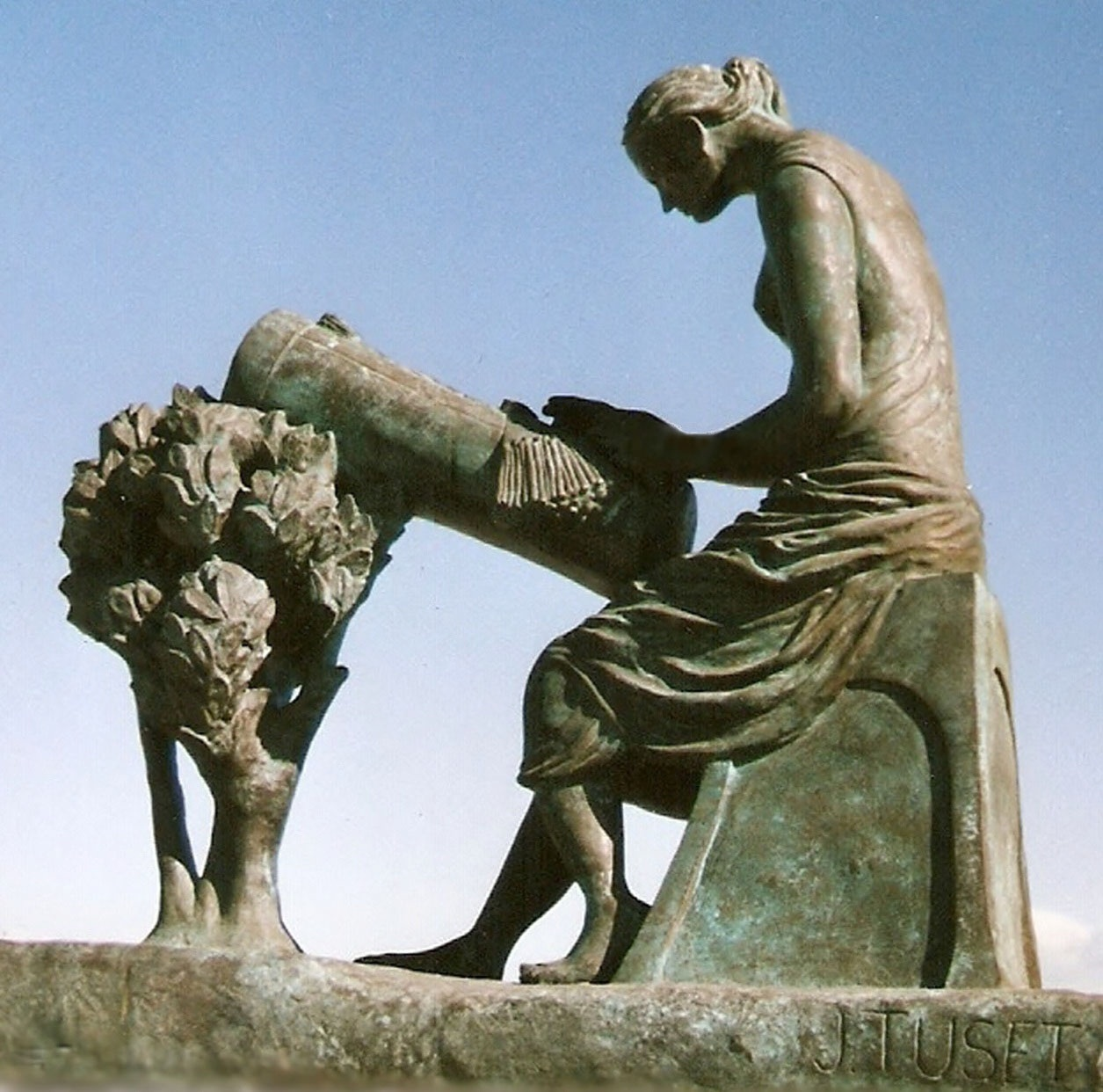
Detalle de la escultura.
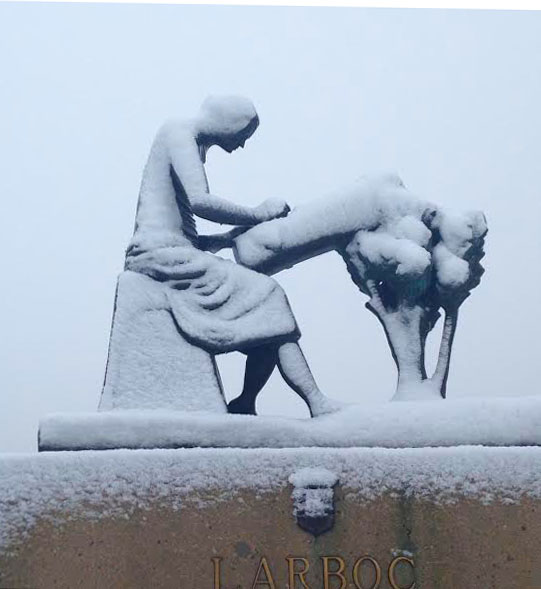
El Monumento a la encajera en un día de nieve.